# Кеннеди, Дэнни
Дэнни Кеннеди (род. 24 февраля 1971 года) — австралийский и американский предприниматель, работающий в сфере чистых технологий, активист в области охраны окружающей среды, и автор книги «Революция на крыше: как солнечная энергия может спасти нашу экономику и нашу планету». Является управляющим директором «Калифорнийского фонда чистой энергии» — некоммерческой организации, занимающейся оптимизацией перехода на экологически чистую энергию. Он был одним из основателей «Sungevity», быстро растущей компании по производству солнечной энергии для жилых домов, и «Powerhouse» — первый солнечный инкубатор в Окленде. Работая в «Sungevity», Кеннеди выиграл премию «Новатор года» от Planet Forward.

## Юность
Кеннеди родился в Лос-Анджелесе, его родители были австралийцами. Кеннеди и его семья перемещались между Соединенными Штатами, Европой и Австралией, пока ему не исполнилось 11 лет, когда его семья обосновалась в Сиднее, Австралия. Кеннеди учился в школе Святого Алоизия.
В детстве Кеннеди был организатором сообщества, сборщиком денег, журналистом и молодежным активистом. В возрасте 12 лет он был вовлечен в успешную кампанию по предотвращению строительства плотины в Тасмании. С 1983 года он работал с Австралийским фондом охраны природы над различными проектами, включая защиту лесов и разрушение озонового слоя земли. В 1990 году Кеннеди был представителем на переговорах по Монреальскому протоколу в Лондоне, где он встретился с Алеком Геттелем. В 1992 году Кеннеди организовал первый саммит Земли в Рио-де-Жанейро и работал на Конференции ООН по окружающей среде и развитию.

## Карьера
Кеннеди начал работать с «Гринпис» в начале 1990-х годов в качестве исследователя, стремясь положить конец новой разведке нефти в Папуа-Новой Гвинее. Он чуть не умер от малярии в Папуа-Новой Гвинее. Он покинул «Гринпис» в 1995 году.
В 1996 году Кеннеди основал и руководил «Project Underground», организацией, занимающейся правами человека и приверженной защите людей, которым угрожают добыча полезных ископаемых и добыча нефти.
Кеннеди стал директором американской кампании «Clean Energy Now» в 2000 году и организовал Калифорнийскую кампанию «Clean Energy Now» в 2001 и 2002 годах. Эта кампания помогла создать Калифорнийскую солнечную инициативу штата, которая обеспечивает существенную поддержку рынку и которая помогла многим гражданам перейти на солнечную энергию. Он вернулся в Австралию в 2003 году и был менеджером в кампании «Гринпис» Тихоокеанского региона в Австралии с 2003 по 2006 года. Знакомой, актрисе Кейт Бланшетт, Кеннеди помогает в проекте по озеленению здания Сиднейской Театральной компании. В декабре 2006 года Кеннеди покинул Австралию и переехал в Окленд, штат Калифорния, где он в настоящее время живет со своей женой и младшей дочерью Эной Кеннеди Йошитани. В Калифорнии он основал «Sungevity Inc.», компанию, занимающуюся солнечной энергетикой, с коллегами Эндрю Берчем (генеральный директор) и Алек Геттель (председатель правления). Компания проектирует домашние солнечные системы, финансирует новые системы с помощью программы «Solar Lease» и управляет установкой, обслуживанием и эффективностью системы. Кеннеди основал «Sungevity» для продвижения использования чистой энергии и устранения зависимости мира от ископаемого топлива. В 2010 году Кеннеди предложил установить солнечные панели на крыше «Белого дома». Он также установил 48 солнечных панелей на крыше резиденции президента Мальдивских островов.
В 2015 году Кеннеди стал управляющим директором Калифорнийского фонда чистой энергии, некоммерческой организации, занимающейся оптимизацией перехода на экологически чистую энергию путем инкорпорирования денег с инвестициями, идей для поддержки и проблем с решениями. Его инициативы стремится осуществить переход энергии, который уже происходит, быстрее и лучше. Инициативы включают «CalCharge» — консорциум экспертов по хранению энергии, работающих вместе для разработки прорывных технологий (Кеннеди является президентом). Кроме того, «New Energy Nexus» — международная сеть ускорителей и инкубаторов чистой энергии, обеспечивающая поддержку глобальных стартапов и «CalSEED» — фонд грантового финансирования на ранней стадии, обеспечивающий финансовую поддержку на ранних стадиях перспективные энергетические концепции.
Кеннеди стремится помочь распространению солнечных технологий. Он был одним из основателей «Powerhouse», единственного инкубатора и ускорителя, который был создан исключительно на поддержке предпринимателей для достижения успеха. Кроме того, Кеннеди входит в совет директоров «The Solar Foundation», глобальной исследовательской и образовательной организации в Вашингтоне, округ Колумбия, нескольких солнечных стартапов, в том числе Powerhive, солнечной компании в Кении и «Sunergise», фиджийской компании, и был директором-основателем «Mosaic».

## Публикации
- Чистый срыв? Стэнфордская группа планирует 100 % экологически чистое будущее, Канадская вещательная корпорация. 2 марта 2016 г.
- Бунтарь солнечной энергетики, E & E Reporting. 4 февраля 2016 г.
- Калифорнийское солнце: австралийский предприниматель Дэнни Кеннеди наживается на американском солнечном буме, Австралийская радиовещательная корпорация. 29 ноября 2015 г.
- Секрет солнечной энергии, журнал New York Times. 9 августа 2012 г.